# Villa Wewersbusch
Die Villa Wewersbusch ist ein Internat und eine Ganztagsschule in privater Trägerschaft in der Ortschaft Velbert-Langenberg.

## Geschichte
Die Villa Wewersbusch ist eine denkmalgeschützte Fabrikantenvilla in Velbert-Langenberg. Seit ihrer Fertigstellung änderte sich ihr Zweck vom Landhaus, über ein Lazarett, zur Bildungsstätte nach baulichen Erweiterungen, bis hin zum heutigen Internat und Ganztagsschule unter privater Trägerschaft.

### Namensherkunft und Bedeutung
Der Name „Wewersbusch“ stammt von einer bis heute existierenden Hofstelle, die wenige Meter bergauf der Villa Wewersbusch liegt. Bei der Deutung des Namens „Wewersbusch“ gibt es Unklarheiten. Das Wort „Wewer“ stammt aus dem Mittelniederdeutschen und bezeichnet den Beruf des Webers. Erst im 12. Jahrhundert entwickelte sich die Weberei zu einer eigenständigen Berufsgruppe. Das Wort „Busch“ beziehe sich auf ein einen kleinen Wald, oder eine ähnliche Vegetation.

### Die ersten Jahre
Das Landhaus „Haus Wewersbusch“ wurde für den Langenberger Seidenfabrikanten Walter Hoddick (1863–1929) und seine Ehefrau Margareta Hoddick geborene Feldhoff (1879–1943) nach Plänen des Hamburger Architekten Hugo Groothoff 1910/1911 erbaut. Der Einzug erfolgte am 12. März 1912.
Der Außenbau des über unregelmäßigem Grundriss errichteten großen Landhauses greift mit seinen Sprossenfenstern, grünen Läden, verschieferten Giebeln, Mansardendächern und weiß gestrichenen Dachgesimsen Elemente des bergischen Heimatstiles auf. Im Inneren sind Treppenhalle, Wandtäfelungen, bemalte Decken und intarsierte Türen aus der Bauzeit erhalten.

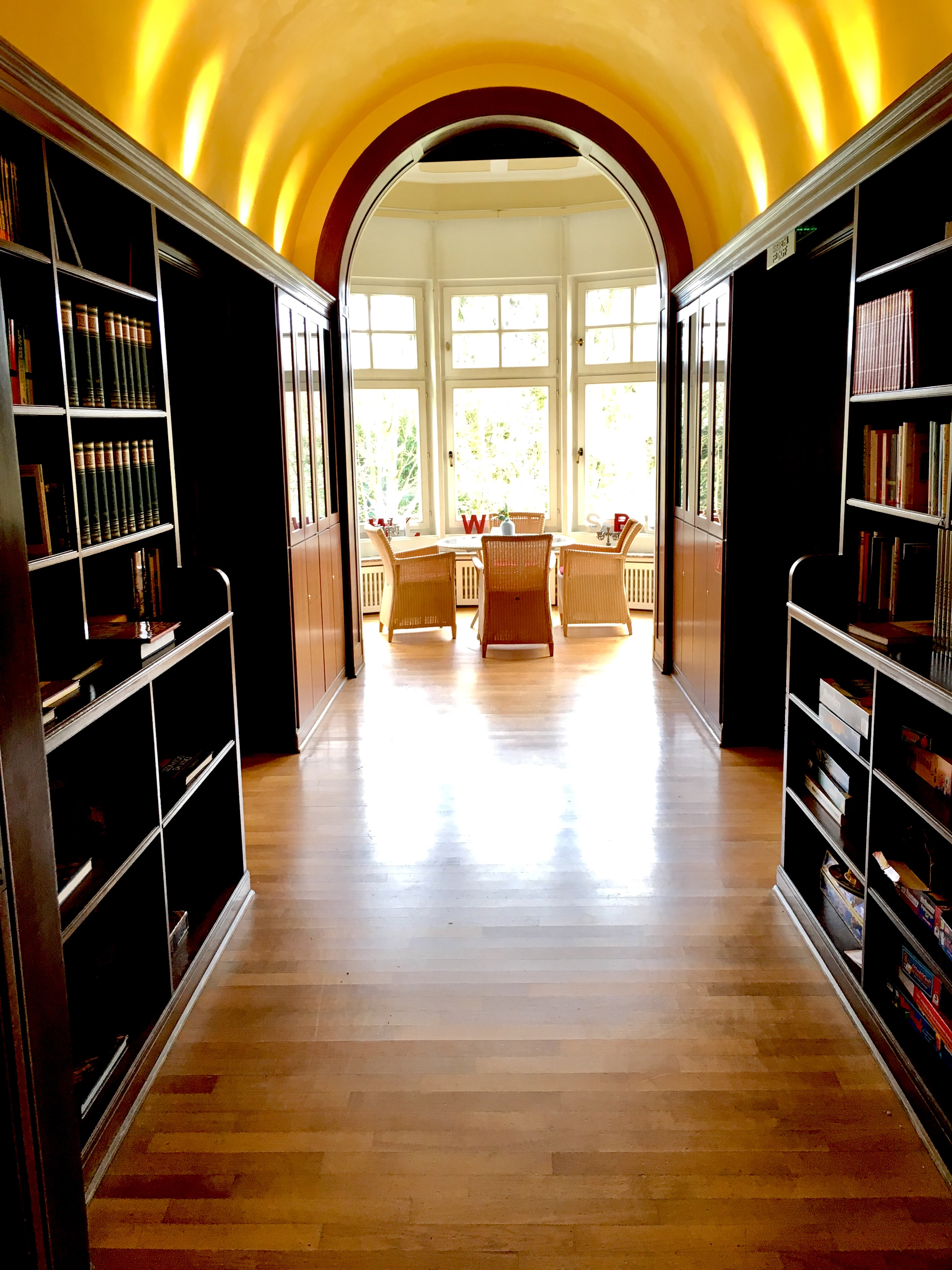
Bibliothek und Erker in der Villa Wewersbusch

Im Ersten Weltkrieg richtete das Ehepaar Hoddick im Haus ein Reservelazarett ein. Beim Niederbergischen Musikfest 1939 beherbergte Margarete Hoddick zahlreiche Musiker als Gäste.
Nach dem Tod von Margaretha Hoddick am 19. Juli 1943 erwarb die Deutsche Reichspost das Grundstück samt Gebäude rückwirkend zum 19. Juli 1943 für ca. 380.000 Reichsmark von der Erbengemeinschaft.

### Zweiter Weltkrieg
Im Februar 1945 erhielt Langenberg im Rahmen der Genfer Konvention den Status einer Lazarettstadt. Hierdurch wurde neben dem Deutschen Lazarett im Provinzial-Krankenhaus (Bürgerhaus), der Berufsschule (Brucherschule), der Frohnbergschule, der Oberschule und dem Hordthaus auch die Villa Wewersbusch umfunktioniert, um Kranke und Verwundete zu behandeln und zu pflegen. Das Langenberger Bürgerhaus blieb bis Anfang der 1950er Jahre ein Krankenhaus.

### Lehrstätte der Deutschen Post
Vorerst als Wohn- und Verwaltungshaus für den Langenberger Sender gedacht, wurde die Villa Wewersbusch ab 1952 als Lehrstätte der Oberpostdirektion Düsseldorf überwiegend für Aus- und Fortbildungsmaßnahmen genutzt. Zwischen 1956 und 1958 wurde die Lehrstätte wegen des wachsenden Bildungsbedarfs erweitert. So baute man nicht nur die Küche im Haupthaus aus, sondern errichtete einen zweigeschossigen Längsbau (B-Trakt) sowie zwei großzügige Seminarräume (Aula). Anfang der 1970er wurde der B-Trakt erweitert und der C-Trakt angebaut. Dazu wurde die Aula um einen Lehrsaal sowie einen Flur ergänzt. Hierfür musste das Treppenhaus erweitert und das Dach komplett neu aufgebaut werden. Die letzten großen Sanierungsarbeiten unter Bauherrschaft der Post wurden im Jahr 1998 durchgeführt. Hierbei wurde das Gebäude in ein modernes Tagungshotel umgebaut.

### Hotelbetrieb
Ende 2005 verkaufte die Deutsche Post AG die Deutsche Post Wohnen GmbH an die Aurelius AG, eine Private-Equity-Gesellschaft mit Sitz in München. Hierbei wurde jedoch nur das Hotelgeschäft verkauft, die Immobilien gehören weiterhin der Post. Schon kurz nach Abschluss der Transaktion übernahmen Aurelius-Sanierungsspezialisten bei der Deutsche Post Wohnen das Ruder. Ihre ersten Maßnahmen bestanden in der Umbenennung des Unternehmens in „GHOTEL hotel & living“, um so die erforderliche Neuausrichtung einzuleiten.
Im April 2008 kaufte der US-Investor Lone Star das Haus zusammen mit rund 1300 anderen Post-Immobilien für ca. eine Milliarde Euro. Nur einen Monat später verhinderten Probleme beim Brandschutz die Neueröffnung des geplanten Friends-Hotels, so seien bereits 2006 durch die Stadt Velbert aufgestellte Brandschutz-Auflagen nicht erfüllt worden.

### Internat
Zum 1. April 2012 erwarb die private Ganztagsschule Bergisches Internat das ca. 20.000 m² große, parkähnliche Grundstück samt inzwischen denkmalgeschützter Villa und passte die Gebäude dem aktuellen Brandschutz und den Internatsbedürfnissen an. Das Internat Villa Wewersbusch verfügt auf ca. 4000 m² heute über 20 Schul- und Klassenräume sowie 60 Internatszimmer.

## Schulbetrieb

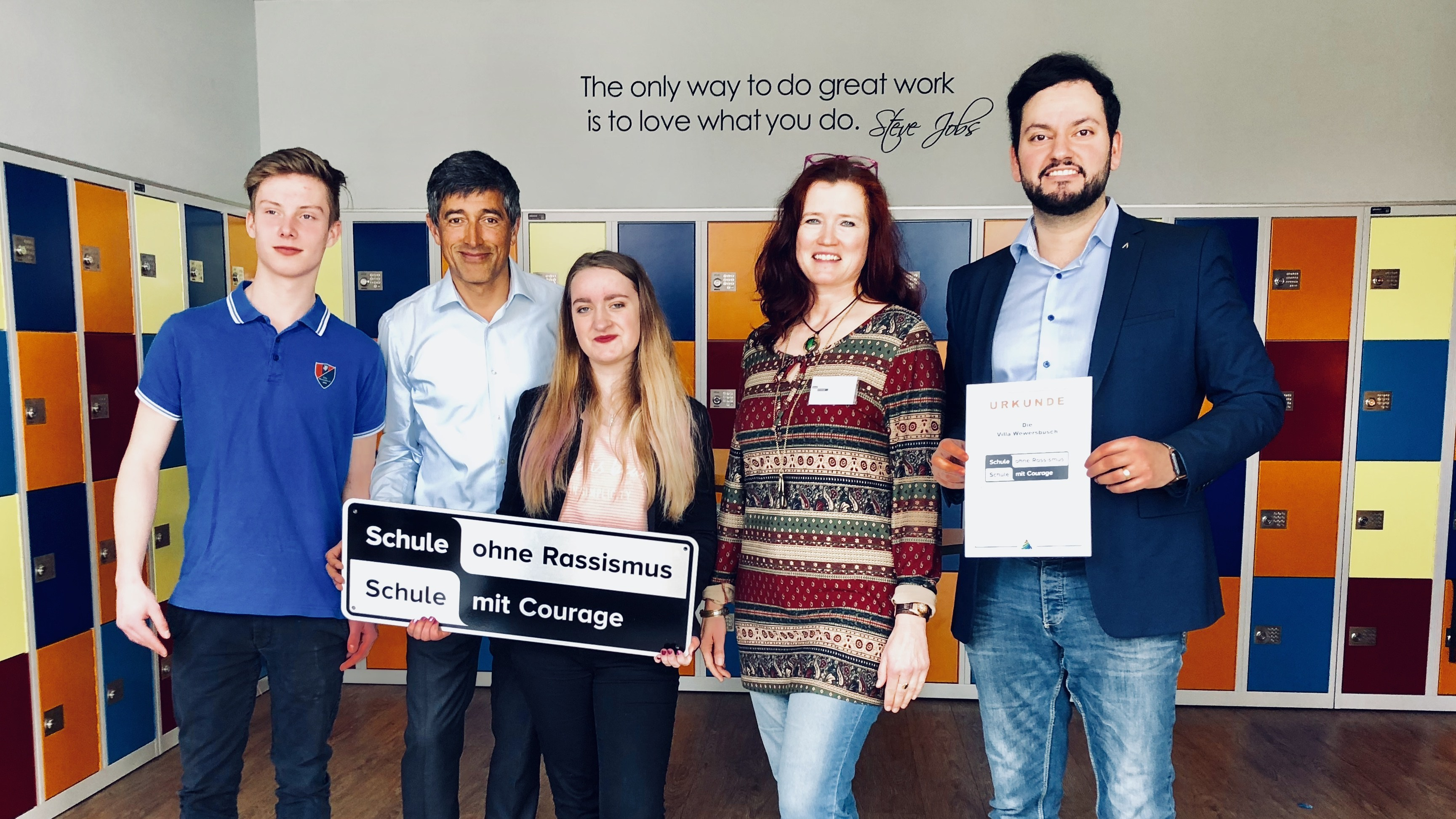
Schule ohne Rassismus mit Ranga Yogeshwar

Die Villa Wewersbusch ist eine Privatschule und in ihrer Form eine staatlich anerkannte Ergänzungsschule. Seit ihrer Eröffnung zum Schuljahr 2012 bietet sie ein G9-Schulsystem an, bereitet also auf das Abitur nach 13 Schuljahren vor. Neben dem Abitur wird auch auf den mittlere Schulabschluss nach dem 10. Schuljahr vorbereitet. Die Klassenstärke beträgt im Durchschnitt 16 Schüler. Die Schüler der Villa Wewersbusch tragen Schulkleidung in den Schulfarben. Seit dem Jahr 2018 ist die Schule Mitglied im Netzwerk Schule ohne Rassismus – Schule mit Courage. Als Pate für das Projekt konnte die Schule den Wissenschaftsjournalisten, Autor und Physiker Ranga Yogeshwar gewinnen. Die Schule ist Mitglied im Privatschulverband NRW.

### Lernmethoden und Unterricht
Das didaktische Konzept des Lehrkollegiums der Villa Wewersbusch baut auf dem SAMR-Modell von Ruben Puentedura auf. Dabei werden die Schüler der Schule dazu ermuntert, kreative Lösungen für gestellte Probleme zu finden. Die Schüler der Villa Wewersbusch werden dazu angehalten, Vorträge zu halten, eigene Videos und Podcasts aufzunehmen um die Unterrichtsinhalte zu verarbeiten. Der Unterricht wird in Kursen auf der Lernplattform Schoolwork bereitgestellt. Dies führt zu einem Unterrichtsmodell nach den Regeln des flipped classroom, bei dem lehrergelenkte Unterrichtsphasen durch gemeinsame Übungsphasen in der Schule ersetzt wird. Durch den Einsatz der digitalen Technik in Verbindung mit flexiblen Lernumgebungen und kleinen Klassengrößen zeichnet sich die Didaktik der Schule besonders aus.
Darüber hinaus werden im Sprachunterricht Muttersprachler, meistens Studierende aus England oder Spanien, als „teaching assistants“ zur Unterstützung und Vertiefung eingesetzt.
Die Villa Wewersbusch erlaubt ihren Schülern, den Stundenplan selbst mitzugestalten. Dazu stehen mehrere Zusatzkurse aus allen Fachbereichen zur Verfügung, die halbjährlich als Wahlpflichtfächer von den Lernenden gewählt werden. Dieses „Club“-System besteht seit dem Schuljahr 2017.

### Abschlüsse
Die Villa Wewersbusch bereitet auf den mittleren Schulabschluss nach dem 10. Schuljahr und das Abitur nach dem 13. Schuljahr als Abschluss vor. Beide Prüfungen werden extern an öffentlichen Schulen durchgeführt. Weiterhin können mehrere IT-Zusatzqualifikationen im Bereich der Text-, Tabellen- und Videobearbeitung erlangt werden.

### Partnerschulen
- Sotogrande International School, Spanien[20]
- Bergisches Internat Hochdahl[21]

## Das Internat
Als Internat profitiert die Schule von der Geschichte des Gebäudes. Die ehemaligen Tagungsunterkünfte der Deutschen Post befindet sich direkt im Schulgebäude. Diese wurden 2011 komplett saniert und ausgebaut. Seit Winter 2024 wurden die ehemaligen Tagesunterkünfte in Klassenzimmer umgebaut um Platz für mehr Schüler zu schaffen. Seit 2012 beherbergt das Internat durchgängig Schüler aller Altersstufen.

### Ausstattung
Das Internat Villa Wewersbusch bietet 100 Internatsplätze an. Die Schüler sind geschlechtergetrennt in Einzel-/ Doppelzimmern untergebracht. Alle Zimmer sind mit Dusche, WC und WLAN ausgestattet. Ein Team aus Pädagogen und Erziehern betreut die Internatsschüler am Nachmittag und am Wochenende. Es gibt vielerlei Freizeitangebote.